# Alexander Robertus Todd
Alexander Robertus Todd, baron Todd, OM, PRS, FRSE, škotski biokemik, * 2. oktober 1907, Cathcart, Glasgow, Škotska, † 10. januar 1997, Oakington, Cambridgeshire, Anglija.
Todd je leta 1957 prejel Nobelovo nagrado za kemijo za svoje delo na zgradbi in sintezi nukleotidov, nukleozidov in nukleotidnih koencimov.